# Schreibtafel

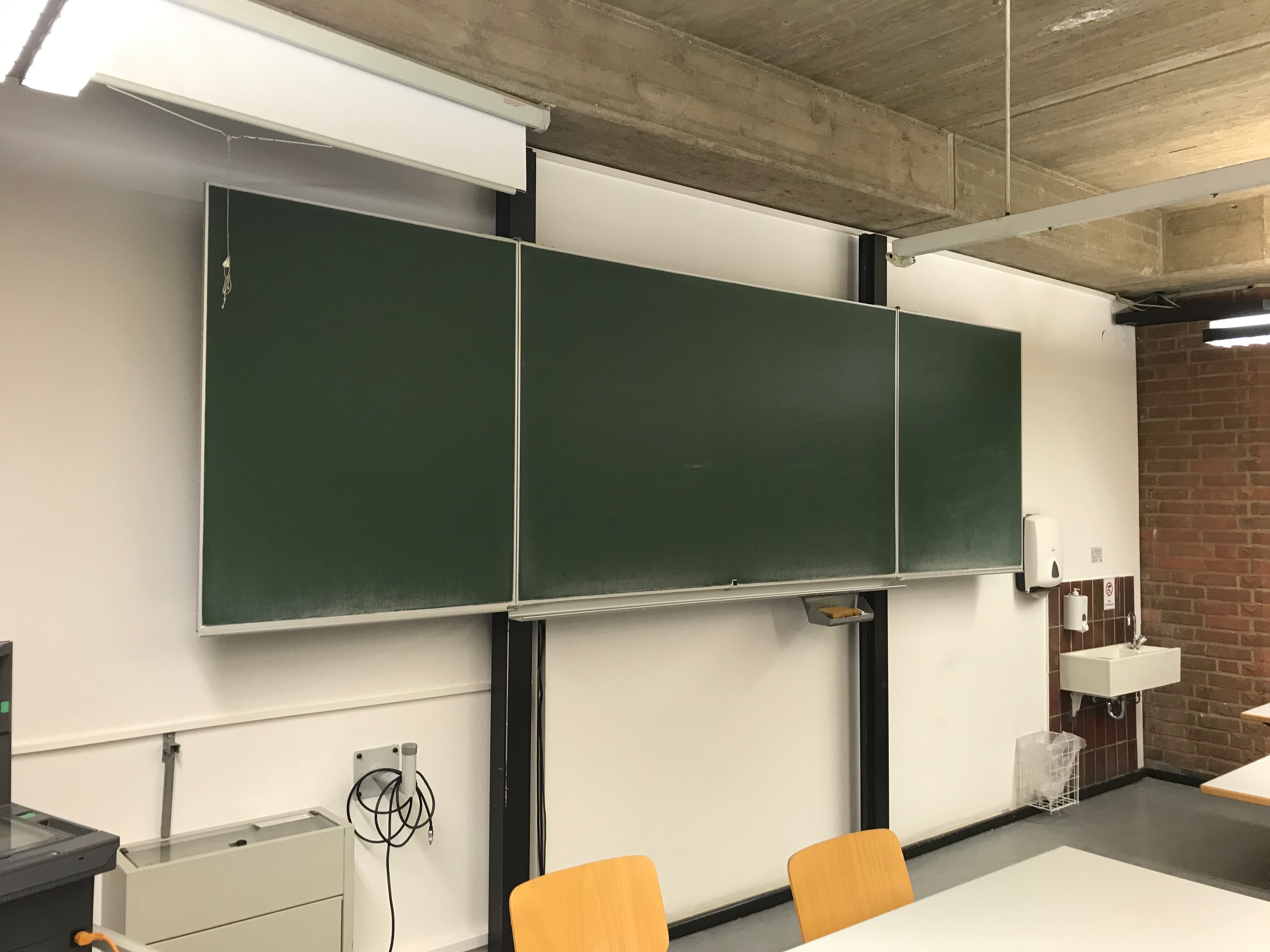
Aufgeklappte Tafel in Seminarraum

Eine Schreibtafel oder Tafel ist ein Untergrund, der eine leicht wieder zu entfernende Beschriftung erlaubt. Die z. B. mit Tafelkreide aufgebrachte Information kann später wieder abgewischt und die Tafel dann erneut beschriftet werden.

## Entwicklung

### Erste Notizmaterialien
Bereits aus der Antike sind verschiedene Formen von Tafeln zum Festhalten von Informationen bekannt. Je nach Kultur und örtlichen Gegebenheiten kamen Ton-, Wachs- oder Schiefertafeln zur Anwendung, die gegebenenfalls auch zu einem Tafelbuch zusammengebunden wurden. Während in Ton- und Wachstafeln die Schrift mit einem Griffel in die weiche Oberfläche eingeritzt oder eingedrückt wurde, wurden Schiefertafeln mit Kreide beschriftet.

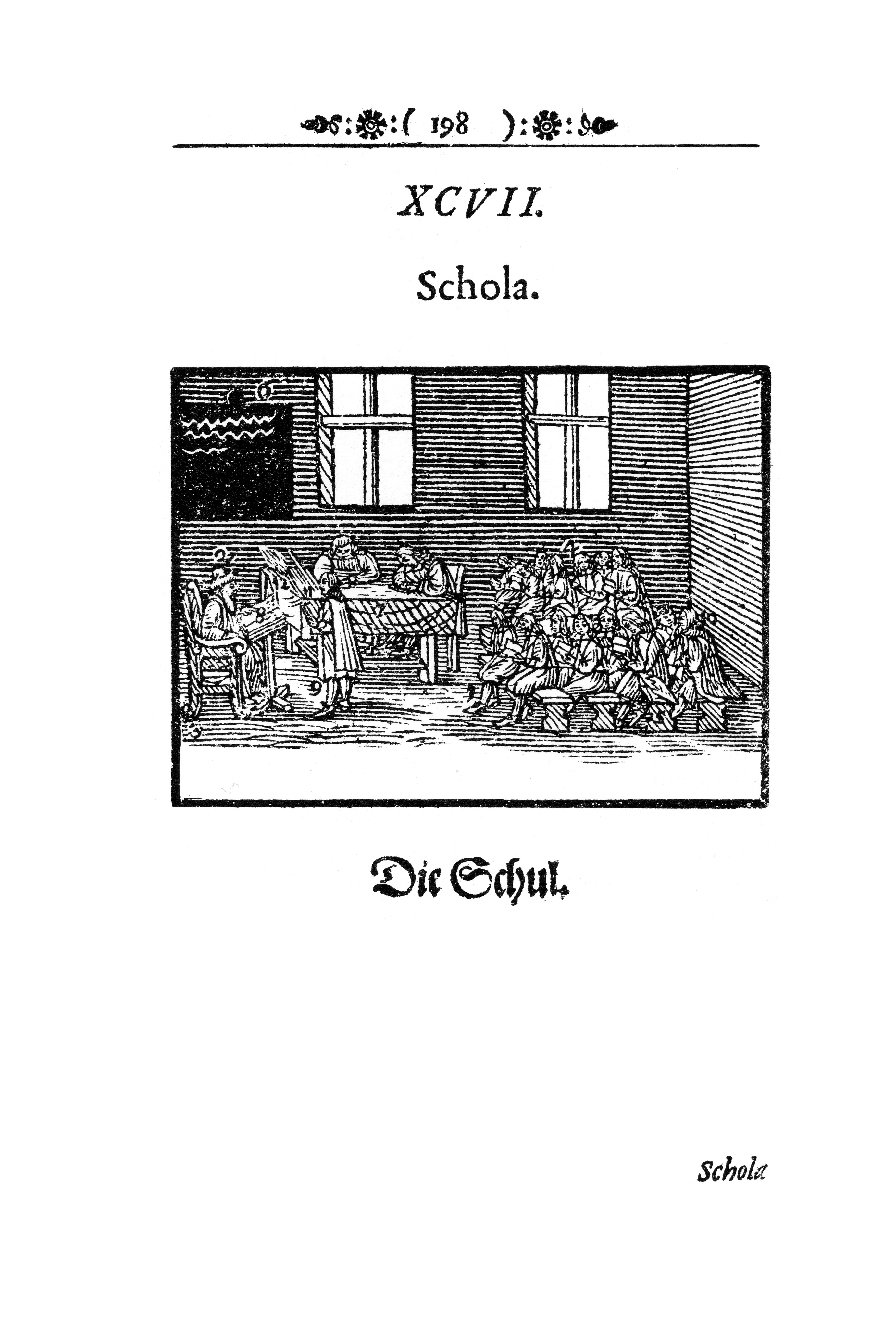
Unterrichtsraum aus Comenius’ Orbis sensualium pictus

In Johann Amos Comenius’ Orbis sensualium pictus von 1658 findet sich die Abbildung eines Klassenraums mit einer mit Kreide beschrifteten Wandtafel, es ist also anzunehmen, dass die Schreibtafel zu diesem Zeitpunkt bereits verbreitet war. Ab 1801 soll George Baron (1769–1812) eine Tafel für den Mathematikunterricht an der US-Militärakademie in West Point verwendet haben. 1809 wurde in Philadelphia die erste Tafel an einer öffentlichen Schule eingesetzt. Der Schotte James Pillans (1778–1864, Rektor an der Royal High School, später Professor an der University of Edinburgh) beschreibt 1854 in seinem Buch Physical and Classical Geography detailliert den Einsatz einer Schreibtafel und farbiger Tafelkreide im Geographieunterricht.

### Beschaffenheit
Ursprünglich wurden für die heutigen Großtafeln mit einer dunklen matten Farbe (in der Regel dunkelgrün oder schwarz) gestrichene Holzplatten verwendet, da Schiefertafeln in dieser Größe zu teuer waren. Gelegentlich wurde auch Steinpappe verwendet. Später wurden Tafelflächen aus Kunststoff oder Glas hergestellt, moderne Grüntafeln haben meistens eine Oberfläche aus Stahlemaille. Sie sind auch mit einer vorgedruckten Lineatur (ähnlich Schulheften) erhältlich.
Die zum Schreiben verwendete Kreide kann leicht mit einem Schwamm, mit einem feuchten Tuch, einem speziellen Tafelwischtuch oder einem mit Filz beklebten Holzstück wieder entfernt werden. Ein Nachteil von harten Tafeln liegt darin, dass die Kreide je nach ihrer Qualität beim Wischen der Tafel Staub erzeugt. Die durch das Kratzen an der Tafel, mit den Fingernägeln oder – in gesteigertem Maße – härteren Gegenständen, erzeugten Geräusche werden von den meisten Menschen als besonders unangenehm empfunden. Das Geräusch der Tafelkreide auf der Tafel wird durch den Stick-Slip-Effekt erzeugt.

### Benutzung
Grüntafeln und Kreide wurden bis in die 2000er Jahre überwiegend im Unterricht in Schulen und Universitäten aufgrund ihrer einfachen Handhabung genutzt. In der Fachdidaktik gibt es eine Reihe von methodischen Abhandlungen zu ihrem Einsatz. In der Lehrerausbildung wurde daher Wert auf die Gestaltung eines Tafelbilds gelegt. Doch seit den 2010er Jahren kamen mit eigenen Stiften zu beschreibende Whiteboards oder Flipcharts stetig stärker auf. Diese hinterlassen keinen Staub, lassen eher Tafelbilder mit Plakatcharakter entstehen und können zur Anschauung besser gesichert werden. Interaktive  Whiteboards werden zunehmend kostengünstiger angeboten. Die Nutzung von Grüntafeln in Kombination mit roter Tafelkreide kann für Menschen mit Rot-Grün-Sehschwäche problematisch sein und dazu führen, dass wichtige Hervorhebungen nicht wahrgenommen werden können. Aufgrund der einfachen Neubeschriftung und ihres teilweise nostalgischen Charakters gibt es aber weiterhin Harttafeln, wie für Tagesangebote vor Restaurants.

## Großtafel

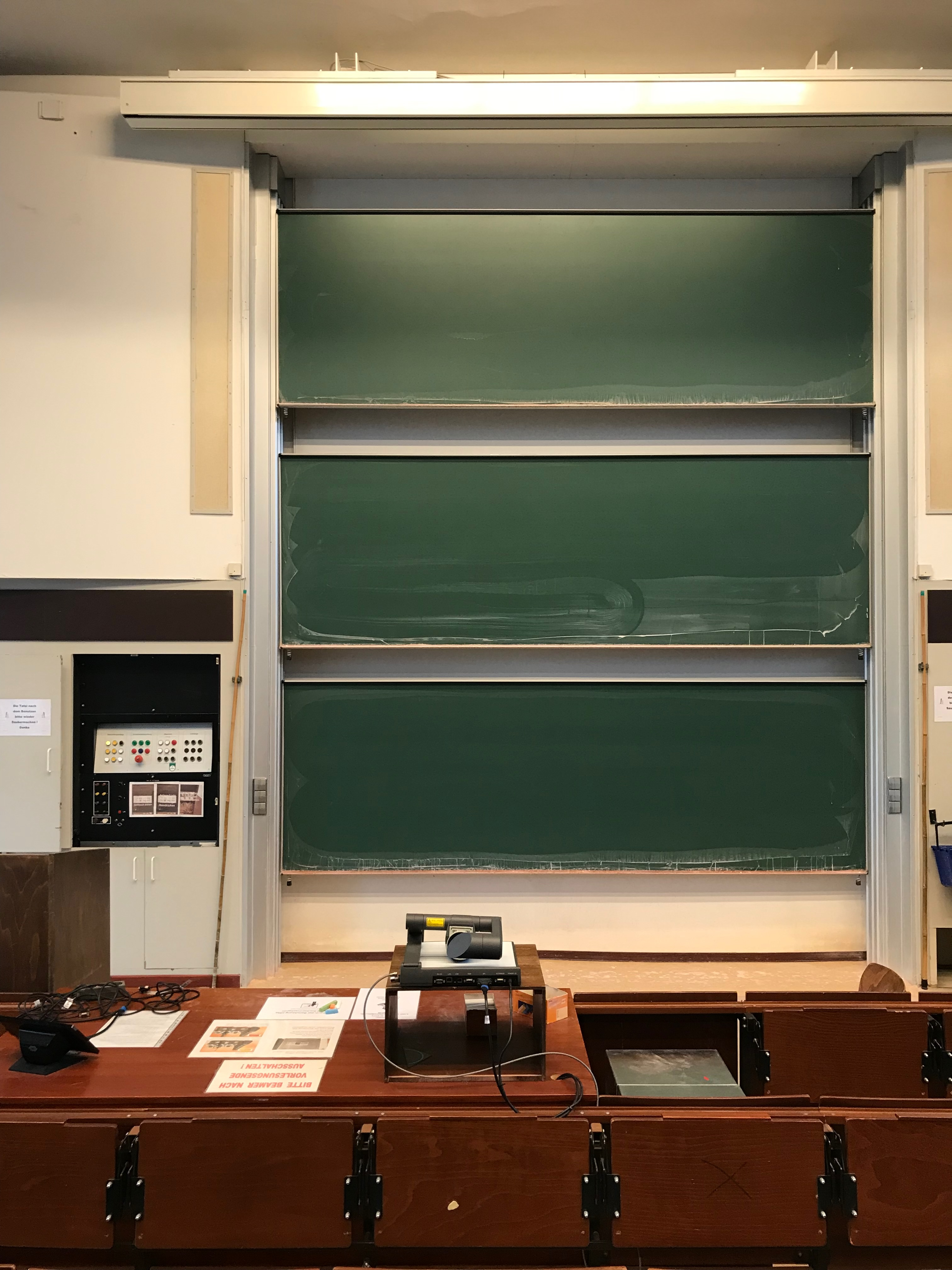
Elektrisch betriebene Hub-Tafelanlage mit drei hintereinander liegenden, einzeln steuerbaren Tafeln in einem Hörsaal

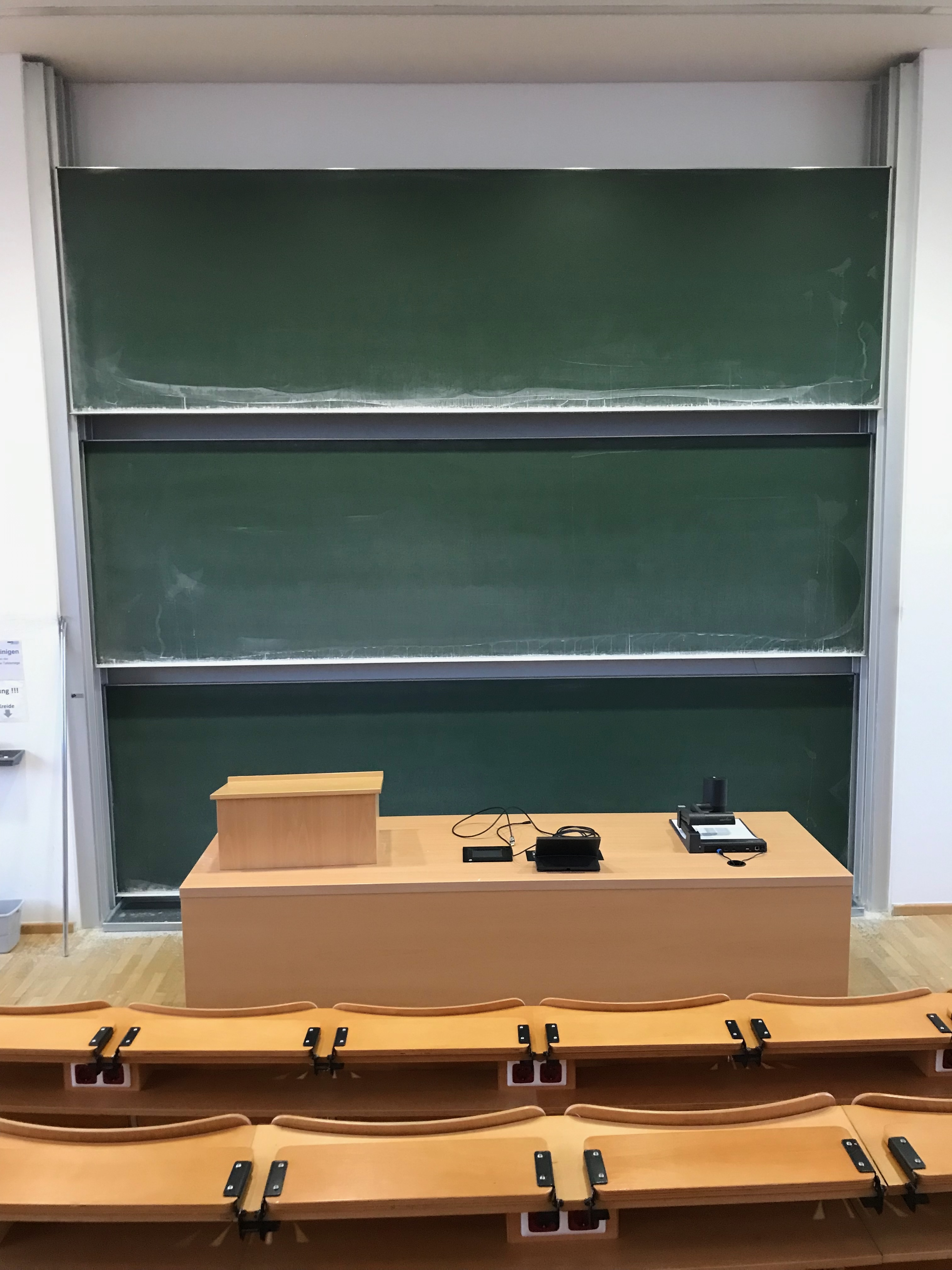
Mechanische Tafelanlage mit drei Tafeln in Hörsaal

Wandtafeln werden meistens mit Schienen und Rollen an der Wand angebracht und sind oftmals mit Seitenflügeln zum Auf- und Zuklappen versehen, die beidseitig beschrieben werden können. Kleinere Standtafeln haben häufig die Form einer Staffelei.
Hub- oder Schiebetafeln sind Tafeln, die senkrecht auf und ab bewegt werden können. Meistens sind mindestens zwei davon hintereinander angeordnet, so dass eine Tafel beschrieben werden kann, während eine andere in hoher Position gut ablesbar ist. Besonders in großen Hörsälen hat dies Vorteile. Große Hubtafelanlagen werden meistens elektrisch betrieben und können bis zu vier Tafeln hintereinander enthalten. Es kommen auch Anordnungen vor, bei denen die Tafeln nicht einzeln in parallelen Schienen laufen, sondern mehrere pro Schiene angeordnet sind oder die Tafeln karussellartig in einer Schienenkonstruktion vorne hoch- und hinten wieder herunterlaufen. Manchmal sind statt einer breiten zwei weniger breite Hubtafelanlagen nebeneinander angeordnet.
Neben elektrisch betriebenen Anlagen gibt es jedoch auch entsprechende Anlagen, die ohne elektrische Steuerung auskommen und bei denen die Tafeln per Hand hoch und runter geschoben werden. Dabei sind in den Führungsschienen (ähnlich wie in kleineren Tafeln) entsprechende Kontergewichte eingelassen, so dass sich die Tafeln leicht bewegen lassen. Diese Anlagen sind entweder niedriger gehalten oder die Tafeln sind mit Bändern versehen, um auch höhere Tafeln wieder in eine niedrigere Position zu befördern.
Die logische Fortsetzung des Prinzips der Hubtafel sind Endlostafeln. Dort gibt es eigentlich keine Tafel mehr, sondern nur noch ein endloses Band aus Grüntafelmaterial, das per Handkurbel oder elektrisch so angetrieben werden kann, dass es zwischen zwei Wandschlitzen hin- oder herläuft. Vor allem für lange Beweisführungen oder Berechnungen in den Struktur- und Naturwissenschaften ist dies sehr geeignet.

## Schiefertafel

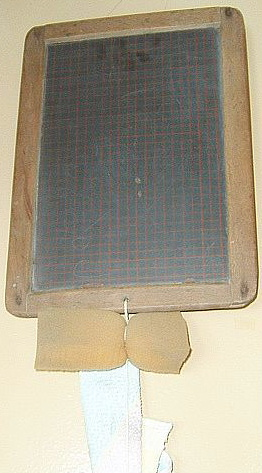
Tafel für Schüler mit Schwamm und Putzlappen

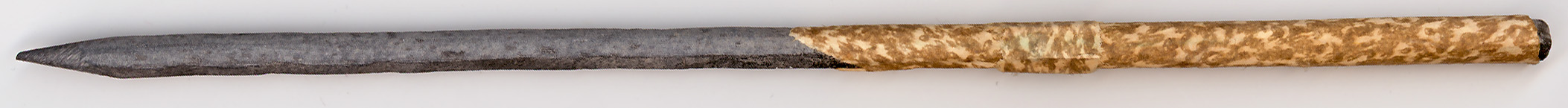
Schiefergriffel zum Schreiben auf Schiefertafel

Bis in die 1970er-Jahre benutzten Schüler in Deutschland zum Schreiben- und Rechnen-Lernen in der Grundschule bzw. Volksschule eigene kleine Schreibtafeln. Diese bestanden bis in die 1960er-Jahre aus Schiefer und hießen deshalb Schiefertafeln. Später ersetzten Tafeln aus Kunststoff die Naturmaterialien; sie waren preisgünstiger und im Gegensatz zu Schiefer nicht bruchempfindlich. Diese Tafeln waren zumeist auf einer Seite liniert (Schreiblinien); auf der anderen Seite hatten sie quadratische Rechenkästchen. Aufbewahrt wurde die Tafel in einem stabilen Pappkarton, der Tafelschoner hieß. Dies geschah zum Schutz des Geschriebenen vor versehentlichem Verwischen. Auf den schwarzen oder dunklen Tafeln wurde mit weiß schreibenden Griffeln geschrieben, die im Griffelkasten, auch Griffelbüchse genannt, aufbewahrt wurden. In einer modernisierten Form ähnelten die Griffel einem Bleistift mit Kreidemine. 
Die Tafel wurde mit einem feuchten Schwämmchen gesäubert, das später wiederum in einer Schwammdose Platz fand, und dann mit einem Lappen getrocknet. Der außen am Schulranzen zum Trocknen herunterhängende, oft selbstgehäkelte und mit einer Schnur an der Tafel festgebundene Lappen war damals obligatorisch. Schiefertafeln wurden benutzt wegen der leichten Korrekturmöglichkeit und um Papier zu sparen (das teurer als heute war). Üblicherweise wurde in der Schule nach der Hausaufgabenkontrolle die Tafel gelöscht und mit den neuen Unterrichtsinhalten und den zu Hause zu lösenden Aufgaben beschrieben.
Die Griffel, mit denen auf den Tafeln geschrieben wurde, wurden ehemals überwiegend im thüringischen Steinach hergestellt, wo auch das Deutsche Schiefermuseum an diese Tradition erinnert. Schiefertafeln wurden auch in der heute als Museum erhaltenen Schiefertafelfabrik in Engi GL mit dem Schiefer aus dem nahen Landesplattenberg (heute ein Besucherbergwerk) in Engi GL, Kanton Glarus hergestellt. Das Schiefermuseum im bayerischen Ludwigsstadt erinnert an die dortige Produktion von Schiefertafeln und gibt Informationen zu ihrer Geschichte.

## Whiteboard

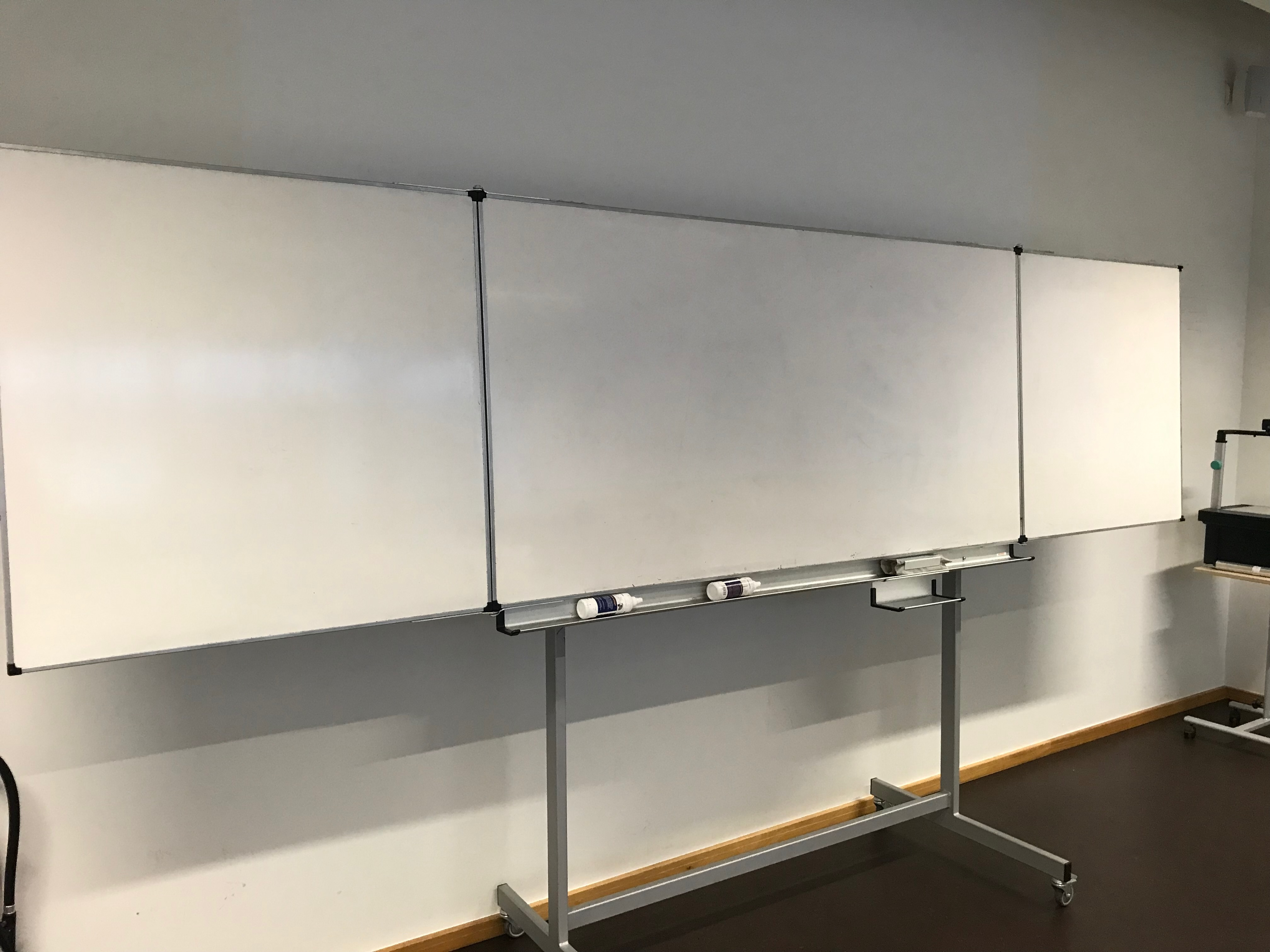
Höhenverstellbare Weiß-Tafel mit aufklappbaren Seitenflügeln

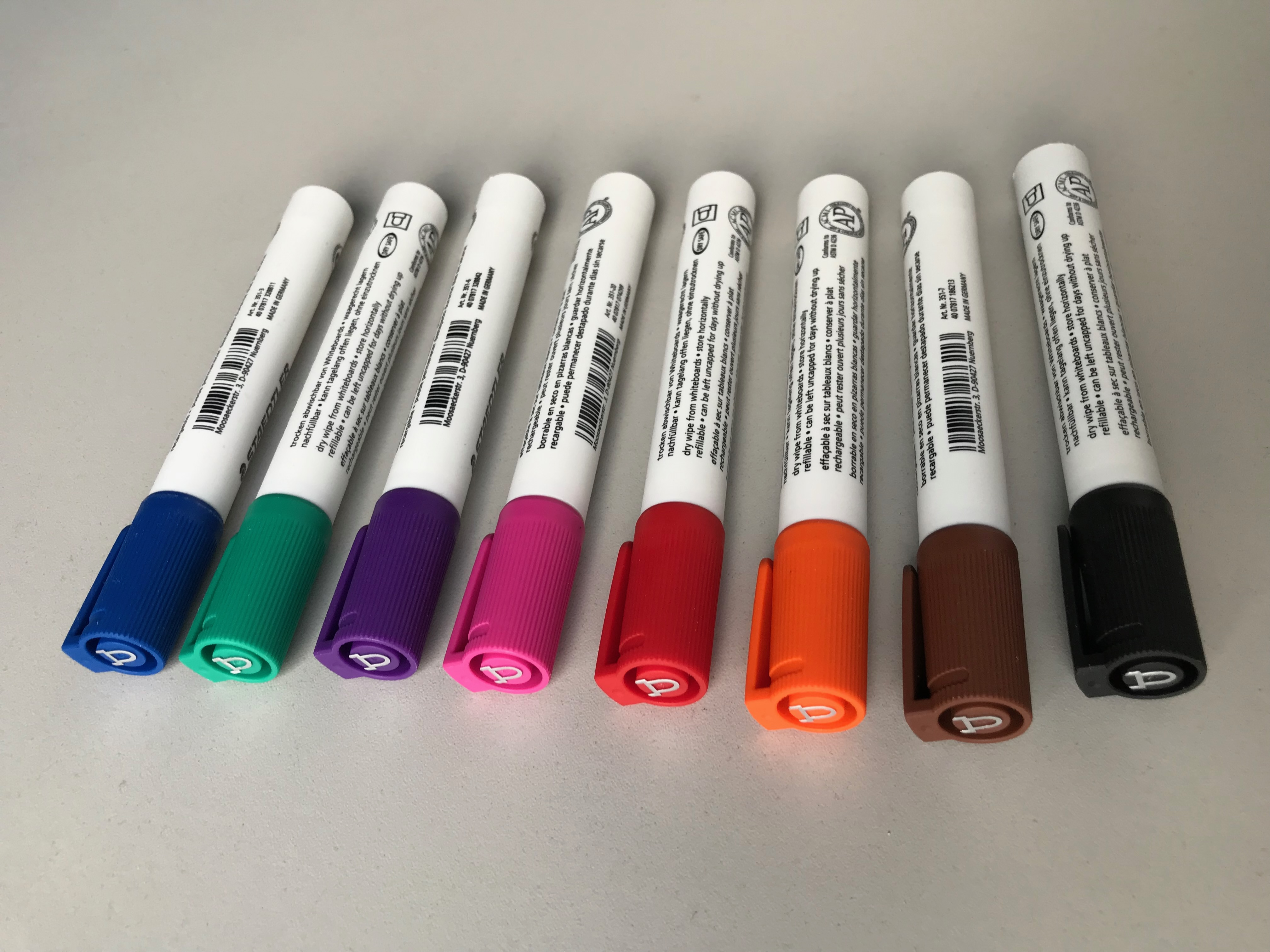
Whiteboard-Stifte gibt es von zahlreichen Herstellern in verschiedenen Strichstärken und diversen Farben

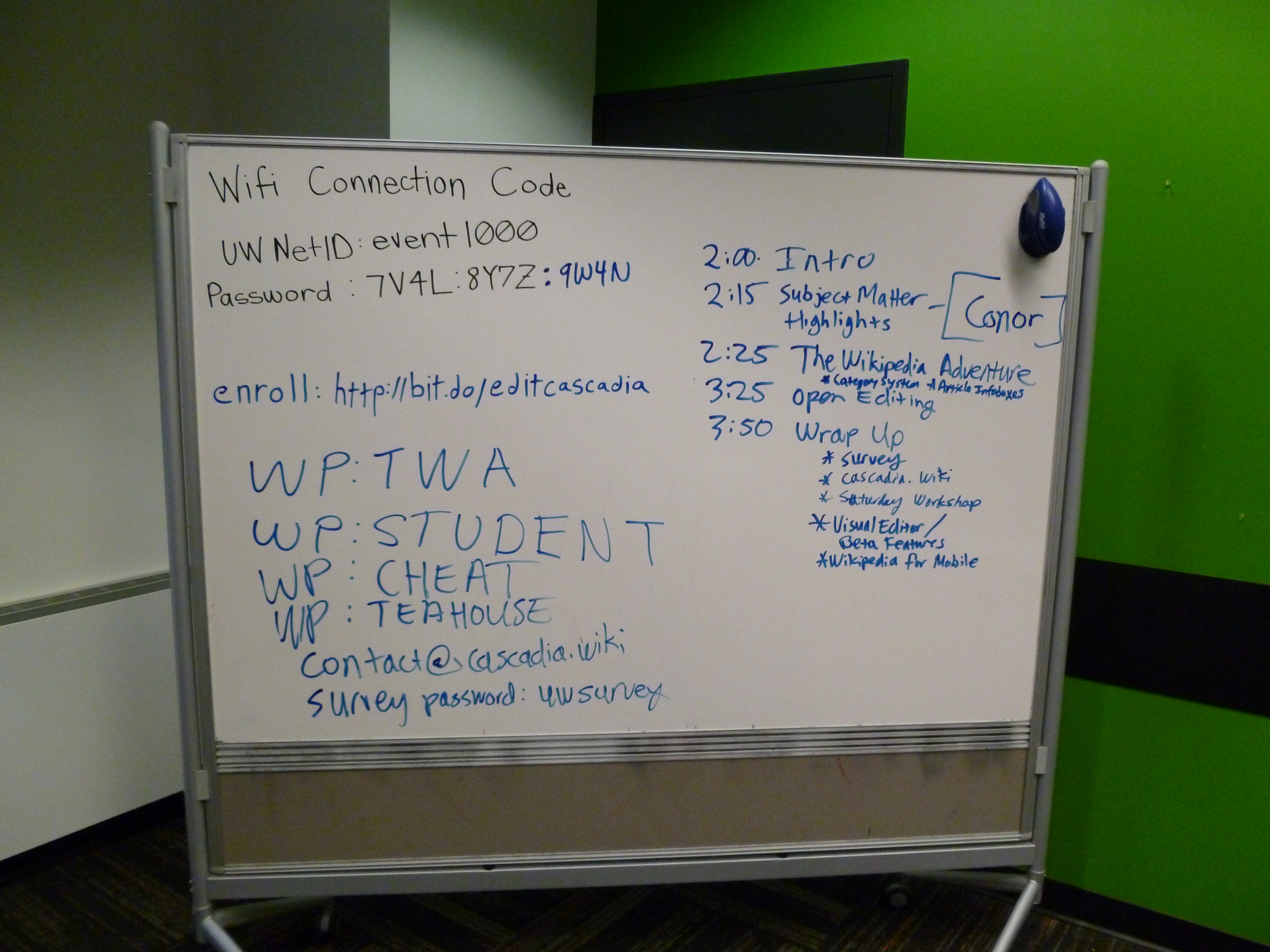
Mobile Weißwandtafel mit Beschriftung

Die weiße Tafel des Whiteboards (von englisch whiteboard, deutsch Weißwandtafel) hat eine spezielle, glatte Oberfläche aus weißem Kunststoff oder weiß emailliertem Metallblech, auf der mit speziellen Whiteboard-Stiften geschrieben wird. Diese Board-Marker oder Whiteboard-Marker existieren in diversen Farben und Linienstärken. Das Geschriebene lässt sich mit einem trockenen Schwamm oder auch einem Tuch leicht abwischen. An den metallischen Whiteboards können zusätzlich mit Magneten Papierbögen, Pappkarten, Fotos, Pläne o. ä. befestigt werden. Daneben gibt es auch wiederbeschreibbare, flexible Magnetstreifen in unterschiedlichen Größen und Farben, die mit ihrer magnetischen Seite am Whiteboard befestigt werden können und auf der farbigen Seite mit Whiteboardmarkern beschriftet werden können.
Auch hier gibt es neben einfachen Wandtafeln auch höhenverstellbare Hubtafeln und Großtafeln mit aufklappbaren Seitenflügeln. Ebenso gibt es auf Rollen befindliche mobile Whiteboards.
Whiteboards wurden in den frühen 1960er-Jahren entwickelt. Während sie zunächst noch mit gewöhnlichen Filzstiften beschrieben wurden und feucht gewischt werden mussten, wurden die trocken abwischbaren Whiteboard-Stifte 1975 entwickelt. In den 1990er-Jahren konnten sich Whiteboards in immer mehr Unternehmen, Schulen und Universitäten durchsetzen.

## Beschriftbare Wand
Für Projektplanung und in Werbeagenturen werden ganze Bürowände beschriftbar gestaltet. Die Wände sind abwischbar und meist auch magnetisch.
Vorläufer war die Wandzeitung, eine Packpapierrolle an den Wänden, auf der Prozesse oder zeitliche Abläufe visualisiert und beschrieben wurden.

## Multimedia-Tafel
Eine digitale Weiterentwicklung mit berührungsempfindlichem Bildschirm oder mit einer Bilderzeugung durch Videoprojektor stellt das interaktive Whiteboard dar. Es bietet zwar den Vorteil durch Anschluss eines Computers digitale Inhalte wie Bilder, Filme oder computerbasierte Präsentationen anzeigen zu können, hat jedoch im Gegensatz zu klassischen Whiteboards für die Nutzung als Schreibtafel und für die Entwicklung eines Tafelbilds einige Nachteile. So sind neben Nutzungsausfall durch technische Defekte, höhere Anschaffungs-, Betriebs- und Wartungskosten u. ä. auch ergonomische Probleme zu nennen (schlechtere Lesbarkeit in hellen Umgebungen, verzögerte Stiftreaktion, Haltungsschäden durch fehlende Höhenverstellbarkeit etc.); siehe ausführlicher: Probleme digitaler Schreibtafeln.

## Slatefür Film und Foto
Die Slate (englisch für Schiefer) ist eine Tafel in der Größe von ca. 10 cm × 20 cm bis 20 cm × 30 cm aus meist weißem durchscheinendem Kunststoff, welche mit Whiteboard-Markern beschriftet werden kann. Sie dient dem Trennen und Markieren/Bezeichnen von Filmszenen (Takes) oder auch Bildserien in der Fotografie und wird am Anfang des Takes oder der Bildserie aufgenommen. Beim Film wird sie verwendet, wenn die Bild-Ton-Synchronisation mit der Filmklappe nicht erforderlich ist. Durchscheinendes Material wird gewählt, um auch bei Gegenlicht einwandfreie Lesbarkeit sicherzustellen.

## Einsatz im Tauchsport

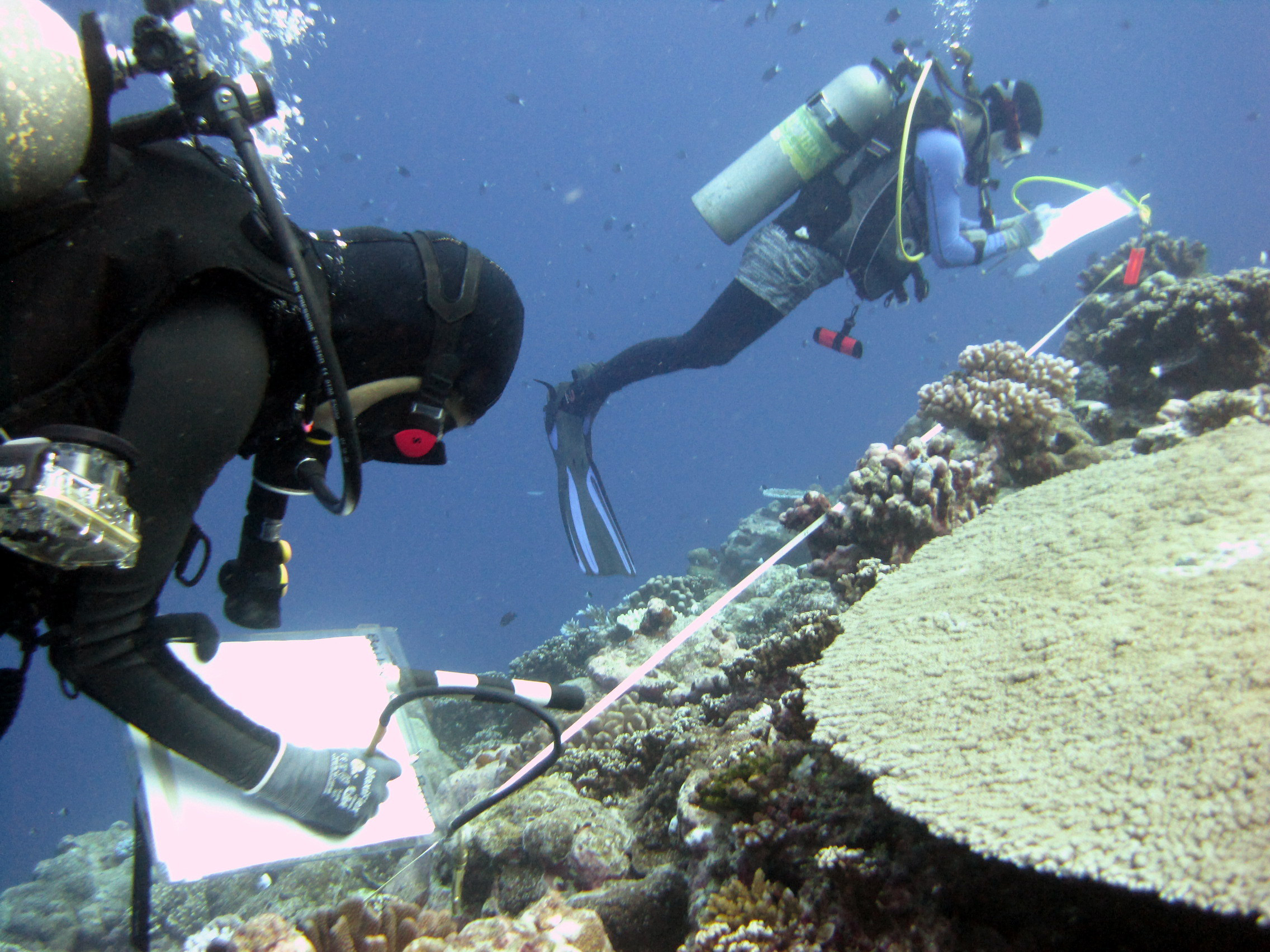
Unterwasser-Schreibtafel im Einsatz

Im Tauchsport werden kleinere Unterwasser-Schreibtafeln aus hellem Kunststoff zur Verständigung unter Wasser genutzt, gerade wenn Handzeichen nicht mehr ausreichen. Als Schreibinstrument dient dort meist ein mit einem Band festgebundener Bleistift. Einige dieser Schreibtafeln sind aus Kunststoff gefertigt, der nachleuchtende Eigenschaften besitzt und so besonders bei Dunkelheit die Lesbarkeit erhöht.